# Porsche 963
Chronologie des modèles
Porsche 919 Hybrid
Porsche 919 Hybrid Evo Aucun
La Porsche 963 est une voiture de course conçue par Porsche et Multimatic.
La voiture répond à la nouvelle réglementation LMDh (Le Mans Daytona h) de l'IMSA et de l'ACO dévoilée en 2020.

## Naissance du projet
Le 20 janvier 2020, en marge des 24 Heures de Daytona, lors d'une conférence de presse commune entre l'IMSA et l'ACO, la nouvelle catégorie Le Mans Daytona h est présentée. À la suite de cela, Michael Steiner, membre du directoire de Porsche AG pour la recherche et le développement, déclare que Porsche AG « apprécie » la convergence des réglementations. En effet, celles-ci devraient permettre, à terme, à la même plate-forme prototype de concourir pour les victoires générales aux 24 Heures du Mans, aux 24 Heures de Daytona et aux 12 Heures de Sebring.
Pascal Zurlinden, directeur sportif de Porsche AG, confirme ensuite qu'ils travaillent sur un projet Le Mans Daytona h,. Le 16 décembre 2020, Porsche AG officialise son arrivée dans la catégorie Le Mans Daytona h à partir de 2023 et précise que son futur partenaire technique sera annoncé début 2021,,.
Le 22 mars 2021, Pascal Zurlinden annonce que le choix du moteur a été fait, que le nom du partenaire pour le châssis sera annoncé dans le courant de l’été, et que la voiture roulera d'ici la fin de l'année.
Le 4 mai 2021, Porsche AG officialise sa collaboration avec Team Penske afin de faire rouler la voiture en WeatherTech SportsCar Championship et en Championnat du monde d'endurance FIA. Le 18 mai 2021, Porsche AG confirme que Multimatic a été sélectionné comme partenaire pour le châssis.

## Compétition

### 2023

#### Championnat du monde d'endurance FIA 2023
1 000 Miles de Sebring
La première course en WEC se déroule à Sebring. Lors des qualifications, les Porsche réalisent des temps très proches l'un de l'autre. Elle arrivent à se hisser en 6e et 7e positions sur la grille. Néanmoins, l'écart est conséquent car les voitures accusent un retard excédant deux secondes face aux Toyota GR010 pour cette première séance de qualifications avec des LMH. Lors d'une course relativement fluide et peu perturbée par les périodes de neutralisation, les Porsche 963 ne sont pas capables de suivre le rythme des Toyota GR010, qui réaliseront le doublé. Bien que leur rythme en course ait été plus en phase avec la concurrence qu'au cours des qualifications, Porsche termine la course aux 5e et 6e positions. Finalement, ce sont quatre tours qui séparent les Porsche 963 de la Toyota GR010, qui remporte la course.
6 Heures de Portimão
La seconde course a lieu au Portugal sur le circuit de Portimão. Les qualifications voient les Toyota GR010 et les Ferrari 499P dominer. Mais la lutte pour les places suivantes est en revanche très serrée. Les deux Porsche se qualifient dans des temps très proches de la Cadillac V-Series.R no 2 ainsi que de la Peugeot 9X8 no 94. Un peu moins de 0,2 seconde séparent les quatre voitures. Lors de la course, la Ferrari 499P no 51 est gênée par des problèmes de frein, la Toyota GR010 no 7 est, elle, sujette à des difficultés de fonctionnement de sa transmission. Dans ces conditions, la Porsche no 6 saisit l'occasion, et termine la course en 3e position. C'est la première fois depuis 2017 que la marque de Stuttgart parvient à se hisser sur le podium d'une course en WEC. La voiture sœur no 5, quant à elle, doit subir le remplacement du système de direction assistée. Cette importante réparation handicape lourdement sa course mais elle parvient néanmoins à ne pas abandonner. Elle se classe 35e au classement général, avec 33 tours de retard sur la voiture de tête.
6 Heures de Spa-Francorchamps

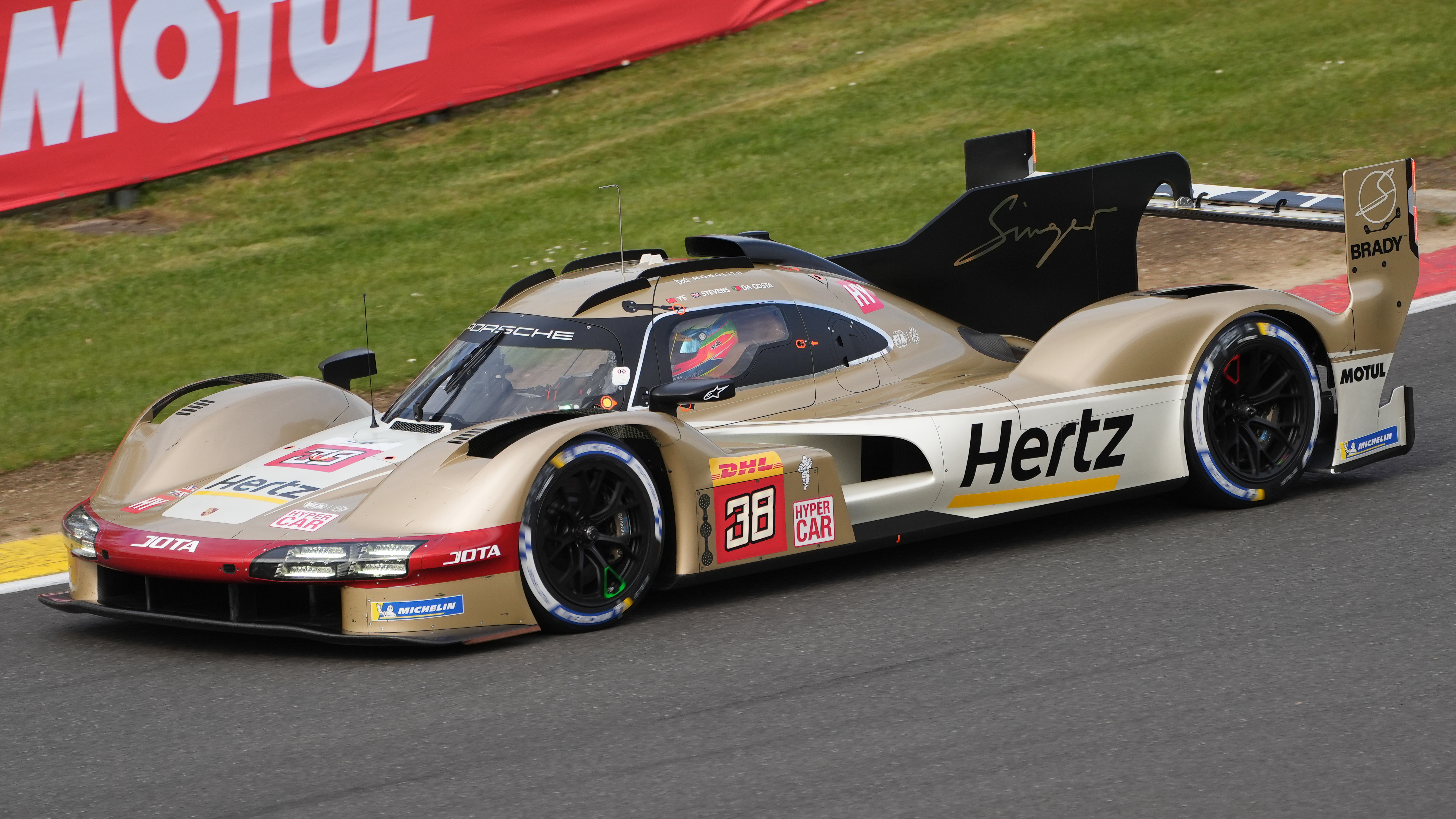
Porsche de l'écurie Hertz Team Jota no 38.

Si Porsche n'a pas été en mesure d’approvisionner les écuries clientes plus tôt, l'équipe Hertz Jota est cette fois en mesure d'aligner une voiture portant le numéro 38 pour la troisième course du championnat, à Spa-Francorchamps.. Elle roule à un rythme très proche de l'écurie d'usine, et se qualifie en 7e position sur la grille, alors que la Porsche no 6 se qualifie 6e et que la no 5 se qualifie 10e. La course est marquée par des conditions climatiques difficiles. Ainsi, la Ferrari 499P no 50 et la Cadillac V-Series.R no 3 abandonnent sur accident, celui de la Cadillac no 3 étant particulièrement violent. La Porsche no 6 abandonne la course victime d'une casse moteur. À l'issue de la course, la Porsche no 5 termine quatrième. La Porsche no 38 se classe sixième pour sa première course en WEC, un résultat qui satisfait Hertz Jota de par le chemin accompli, mais qui permet aussi à l'écurie de se préparer pour les courses suivantes.
24 Heures du Mans

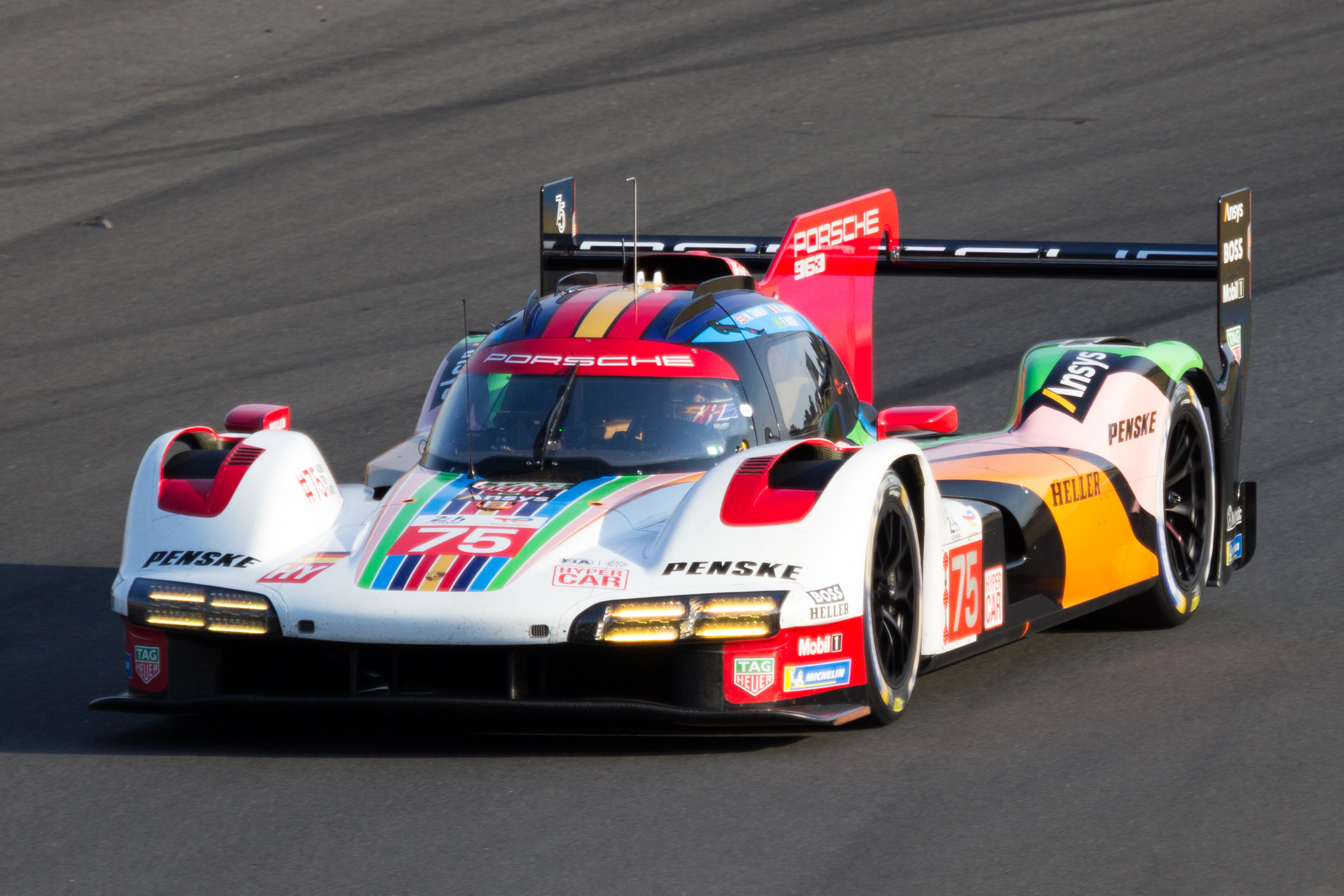
Livrée spéciale pour les 24 Heures du Mans 2023 des Porsche de l'écurie Penske.

Les 24 heures du mans 2023 sont la quatrième course du championnat du Monde d'Endurance. Cette course est particulièrement importante pour les différentes écuries qui s'affrontent, de par son aspect médiatique très important, mais aussi car c'est la course qui rapporte le plus de points du championnat. La qualification est assez satisfaisante pour les Porsche car 2 d'entre elles arrivent dans les 8 voitures de tête. Ce classement permet donc aux voitures no 5 et no 75 de pouvoir participer à l'hyperpole. En revanche, la Porsche no 6 et celle de l'écurie Jota ne parviennent pas à se hisser parmi les 8 voitures les plus rapides. La Porsche no 38 ne réalise aucun temps de qualification valide et se voit donc obligée de commencer la course à 61e place sur la grille de départ. Lors de l'hyperpole, la Porsche no 5 n'arrive à se qualifier que devant la Cadillac no 3, en revanche la Porsche no 75 décroche la 4e place, devant la Toyota GR10 no 7. Au départ de la course, dès la chicane Dunlop, la Porsche no 75 tente un dépassement sur les voitures qui la devance, sans succès. Après une heure de course les Porsche de l'écurie Penske ne sont devancées que par les Toyota et la Ferrari no 51 alors que la Ferrari no 50 passe au stand. La Porsche no 38 de l'écurie Jota est elle dans le milieu du peloton à la 10e place. À la troisième heure de course, Yifei Ye de l'écurie Jota prend les commandes de la course et place la no 38 en tête du classement général qu'il tient jusqu'à son accident. Au début de la cinquième heure de la course, même si les conditions générales sur le circuit se sont améliorées, ce n'est pas encore tout à fait le cas dans le virage du karting. Yifei Ye perd le contrôle de la no 38 et endommage la voiture. Celle-ci est néanmoins en mesure de rejoindre les stands pour effectuer les réparations. Après un peu moins de 7 heures, la Porsche no 75 est la 963 la mieux classée mais elle cesse de rouler subitement, la pression d'essence n'étant plus suffisante, et l'équipage de la voiture 75 doit abandonner,. À la dixième heure, la Porsche no 5 sort des stands après y être restée plus de 20 minutes afin de réaliser des réparations à la suite d'une fuite. Au matin, c'est la Porsche no 6 qui est la mieux placée de l'écurie. Mais la voiture sort de la piste à plusieurs reprises, et des réparations sont nécessaires. Les déconvenues de la voiture no 6 continuent par la suite car une nouvelle fois elle est contrainte de revenir au stand pour changer la batterie. Les réparations prennent 40 minutes, puis 30 minutes ce qui anéantit les chances de victoire au  classement général de la voiture. À la dix-huitième heure de course, la Porsche no 38 heurte la barrière une nouvelle fois et endommage son avant de la voiture, ce qui nécessite une nouvelle fois des réparations. La voiture no 5 franchit la ligne d'arrivée à la 9e place alors que la voiture no 6 franchit la ligne d'arrivée en 11e position. Les deux voitures accusent un retard de 17 et 22 tours. La voiture numéro 38 est 13e avec 98 tours de retard sur le leader. Ces résultats déçoivent l'écurie Penske et Porsche au regard des espoirs qu'ils plaçaient dans cette course ,.
6 Heures de Monza

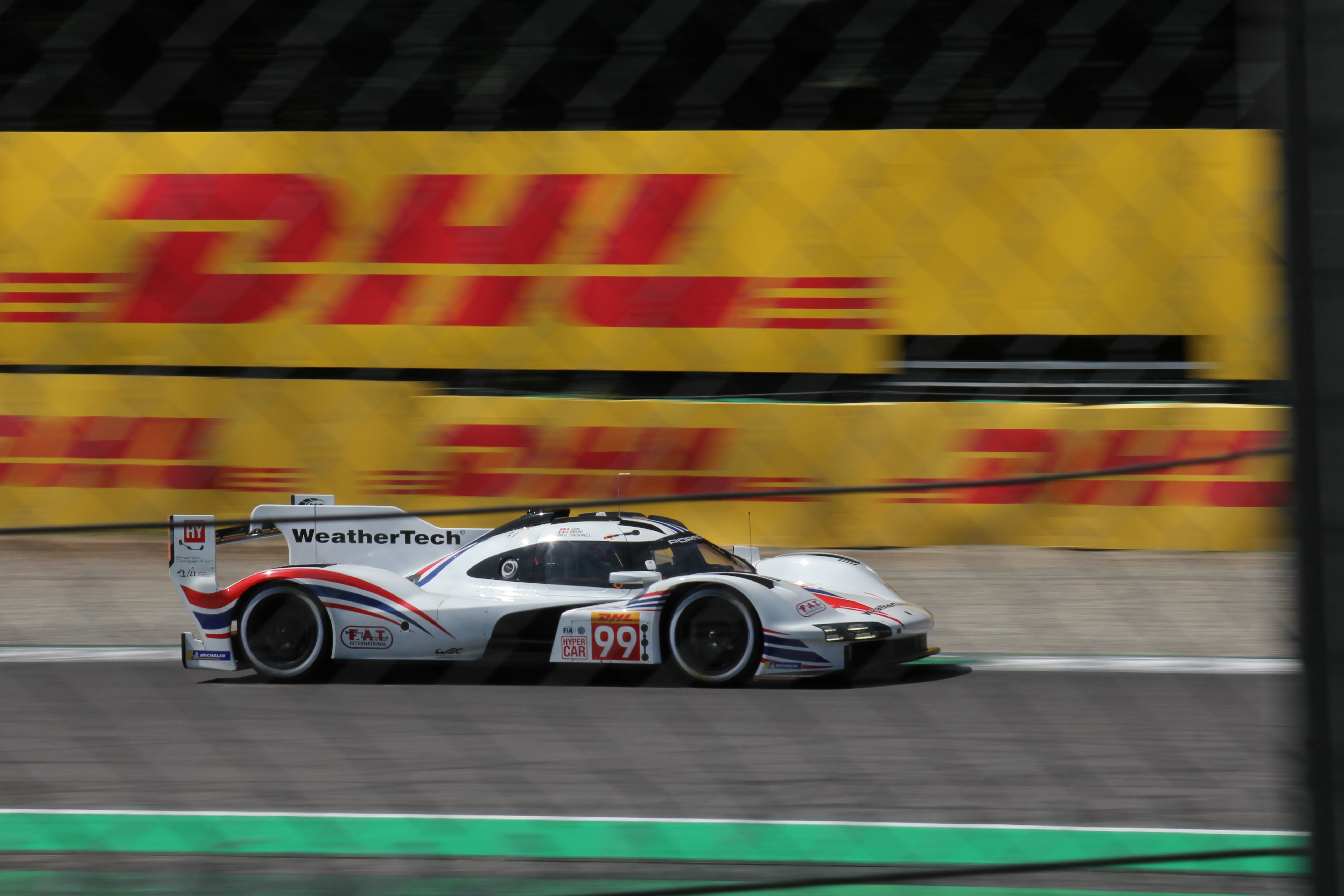
Porsche de l'écurie Proton no 99.

Les qualifications aux 1 000 kilomètres de Monza sont peu brillantes pour les Porsche. Elles occupent les dernières places de la grille de départ de la catégorie, avec la Glickenhaus 007 LMH et la Vanwall Vandervell 680. Dès le premier virage de la course, les quatre voitures gagnent une position à la suite d'une collision plus en avant. Après un peu moins de 30 minutes de course lorsque la période de voiture de sécurité se termine, Porsche Penske Motorsport opte pour des stratégies différentes pour les deux voitures de course. La voiture no 6 rentre tôt au stand uniquement pour faire le plein, tandis que la voiture sœur no 5 termine son premier relais comme prévu. Jota a également appelé la no 38 plus tôt. À partir de ce moment-là, les positions au classement général changent constamment en fonction des arrêts au stand. La voiture no 5 lutte jusqu'à la fin de la course pour la 4e place qu'elle n'arrive pas à obtenir sur le circuit, mais qu'elle regagnera à la suite de l'application d'une pénalité à la Toyota no 8. De son côté, la voiture no 6 du Team Penske se classe 7e. La Porsche no 38 de l'équipe Jota a brièvement tenu la tête de la course, à la suite d'arrêt aux stands des différents leaders. Cependant, après deux heures de course, le volant est changé lors d'un arrêt supplémentaire et le système hybride est réinitialisé. En conséquence, l'équipe perd contact avec les leaders et la voiture franchit la ligne d'arrivée en 9e position. La Porsche Proton no 99 qui réalise à Monza sa première course, n'est pas en mesure de lutter pour la tête de la course. En effet, l'équipe cliente allemande avait reçu la Porsche 963 peu de temps avant le début du week-end,. Elle est contrainte à l'abandon au début de la cinquième heure de course.
6 Heures de Fuji
Les Porsche de l'écurie Penske (voitures no 6 et no 5) ne sont devancées en qualifications que par les Toyota GR010 du Gazoo Racing Racing. Les deux autres Porsche des écuries clientes, la voiture no 99 du Proton Racing et la no 38 de Jota sont aux 8e et 9e places sur la grille de départ. Dès le départ, les deux Toyota no 7 et no 8 se font dépasser. Le premier virage est extrêmement chaotique. La Porsche no 6 prend la tête de la course pendant environ quatre heures, avant d'être dépassée par les deux Toyota. Elle termine à la 3e place. La voiture no 5, elle, connait une course difficile. Lors du chaos du premier tour, elle subit des dégâts qu'elle doit réparer lors d'un arrêt aux stands. Elle écope d'une pénalité car l'écurie n'a pas respecté la procédure lors de la neutralisation par la voiture de sécurité survenue peu après le départ. La Porsche no 99 du Proton Racing, qui utilise une nouvelle voiture pour cette course, se hisse à la 5e place alors que deux heures de course se sont écoulées. Néanmoins, un problème avec la ceinture de sécurité du pilote force l'écurie à rester aux stand pendant cinq minutes,. Finalement, c'est avec sept tours de retard que la voiture termine à la 9e place. La Porsche no 38 de l'écurie Jota réalise une course marquée par une pénalité drive-through. Elle termine à la 6e place derrière les deux Ferrari 499P.
8 Heures de Bahrein
La séance de qualifications est dominée par les Toyota, en revanche les 4 Porsche arrivent toutes à se hisser dans le top 10. La voiture no 99 se positionne en 4e place, la no 6 à la 6e place, la no 5 à la 7e place et la no 12 à la 8e place,. Au départ de la course, la Porsche 963 no 6 doit s'écarter pour éviter une collision, chutant ainsi à la neuvième place. La Porsche 963 no 5 progresse jusqu’à la 4e position. Cependant, la voiture rencontre des problèmes avec le limiteur de vitesse, ce qui lui vaut deux pénalités de cinq secondes. La Porsche no 6 subit également une légère collision avec un véhicule GTE, qui force l'équipe à réparer le capot avant. Finalement, la voiture no 6 termine à la 5e place. La Porsche 963 du Hertz Team Jota atteint la 3e place au milieu de la course. Cependant, un problème de freinage et une pénalité de passage par la voie des stands la fait terminer en 4e position. Pendant ce temps, la Porsche 963 no 99, engagée par Proton Competition, conclut la course à la 10e place après avoir perdu des positions au moment du départ,.

#### WeatherTech SportsCar Championship
24 Heures de Daytona

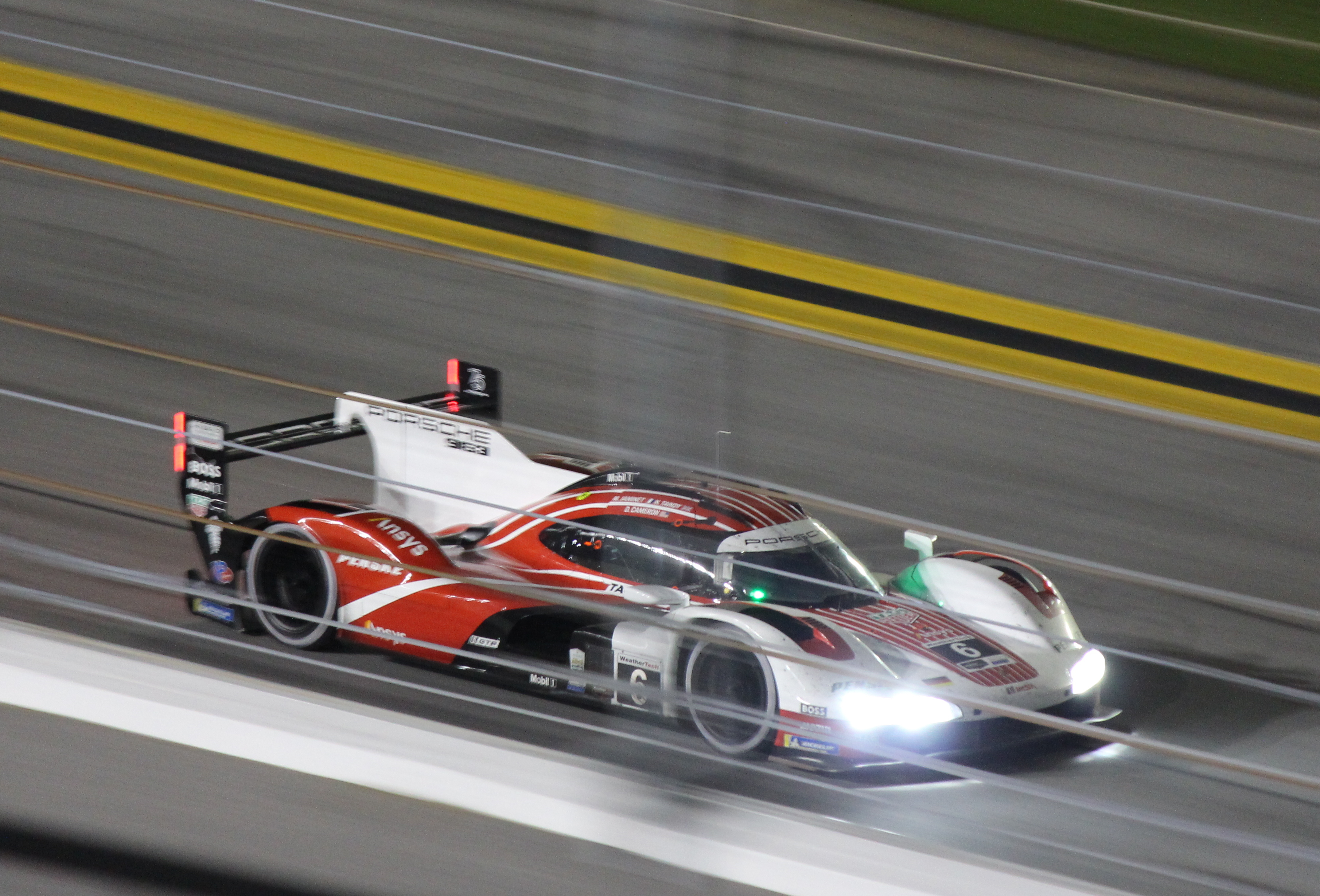
Porsche de l'écurie Penske no 6 sur le circuit de Daytona de nuit.

Les Porsche sont opérées par l'écurie Penske, pour leur première participation depuis la mise en place de la réglementation LMDh. Lors des qualifications, elles alternent les meilleurs temps avec les Acura. Nick Tandy au volant de la voiture no 6 est en train de réaliser les meilleurs temps des secteurs 1 et 2 quand il perd le contrôle de l'arrière de la voiture et percute les barrières. Malgré les dégâts, il arrive à ramener la voiture aux stands. La voiture no 7 pilotée par Felipe Nasr réalise le second temps derrière l'Acura no 60,. Les Porsche connaissent une course difficile à cause de nombreux problèmes techniques. À 19 heures, la Porsche no 7 connaît des problèmes de batterie, qui l'oblige à se rendre aux stands. Plus tard, la voiture doit une nouvelle fois y retourner. Elle rentre même au garage pour effectuer des réparations sur le système de refroidissement. La voiture no 6 mène le peloton à plusieurs reprises durant la course. Durant la nuit alors que Nick Tandy conduit, il sort de la piste, un écart qui coûte un retard de 3 tours face à la voiture de tête. Néanmoins, l'équipe profite des relances à la suite de périodes sous voiture de sécurité pour rejoindre les voitures de tête, mais elle est victime d'une casse de boite de vitesses, ce qui la contraint à l'abandon. De son côté, la voiture no 7 termine la course avec 34 tours de retard sur le vainqueur,.
12 heures de Sebring
Sur le tracé de Sebring, les Porsche tiennent un bon rythme. En effet, les deux voitures, alors qu'il reste un peu plus de 18 minutes avant la fin, sont 1re et 3e au classement général. Les deux voitures sont ensuite impliquées dans un crash et doivent abandonner. En effet, l'Acura no 10 du Wayne Taylor Racing tente un dépassement sur la Porsche de tête, mais cette même Porsche ne voit pas que l'Acura est en ce moment même en train de la dépasser, et se décale elle aussi pour éviter le trafic, dans la trajectoire de l'Acura. Les deux voitures se percutent et l'Acura sort de piste. Celle-ci perd le contrôle en roulant hors du tracé du circuit et vient heurter à nouveau la Porsche no 6 qui était en tête de la course. La Porsche no 7 qui occupait la 3e place à ce moment va elle aussi être accidentée en tentant d'éviter la collision qui a eu lieu devant elle,.
Grand Prix de Long Beach
Le Grand Prix de Long Beach est la troisième course du championnat. Lors des qualifications, la performance des Porsche est globalement inférieure à celle des autres voitures de cette catégorie. En effet lors de sa dernière tentative, Nick Tandy parvient à effectuer un meilleur temps que la Cadillac no 31, et permet à Porsche d'éviter d'effectuer les deux plus mauvais chronos de cette séance de qualification. Si la qualification est décevante pour Porsche, le début de la course est en revanche enthousiasmant pour l'écurie Penske. À la suite d'une erreur de freinage de Sébastien Bourdais, sa Cadillac percute les barrières du circuit, et il emporte avec lui l'Acura no 10 qui fera un tête à queue. Les deux BMW no 24 et 25 réagissent à temps et évitent de percuter les deux voitures qui les précédaient, mais elle ne peuvent pas empêcher la Porsche no 6 de les dépasser toutes les deux. Leur position à l'intérieur du virage 1, où se déroule l'accident de la Cadillac, les ralentit plus que la ligne extérieure que prend la Porsche no 6. Ainsi la Porsche no 6 gagne 5 places à l'issue du tout premier virage de la course et se retrouve 2e, seulement précédée par l'Acura no 10. Par la suite, la décision stratégique de l'équipe concernant les pneus se révélera cruciale dans l'issue de la course. Sur les conseils de leur pilote, Porsche n'effectue pas de changement de pneumatiques dans cette course relativement courte au regard des standards du championnat, alors que l'Acura no 10, elle, change de pneus. L'arrêt de la Porsche est donc plus court et lui permet de prendre la tête de la course, position qu'elle tiendra jusqu'à la fin. C'est la première course remportée par une Porsche 963,,. Par ailleurs la Porsche no 7 effectue elle aussi une bonne course, qui lui permet d'accrocher la 3e place. C'est donc un double podium pour Porsche et l'équipe Penske.
Monterey Sports Car Championships
Après la victoire à Long Beach, Porsche débute le weekend de la manche Monterey Sports Car Championships sur le Circuit de Laguna Seca avec un doublé lors des qualifications. En effet, dans un premier temps la Porsche no 6 dispute la première place des qualifications avec la Cadillac no 31, mais elle parvient à réaliser un meilleur chrono que celle-ci. Quelques instants après c'est la voiture sœur qui effectue le deuxième meilleur temps. Le début de la course est moins satisfaisant pour l'écurie Penske. Les deux voitures bloquent leurs roues lors du freinage au virage 2 du premier tour et se font dépasser par l'Acura no 10 et la Cadillac no 31. Mathieu Jaminet parvient à reprendre rapidement la 3e place. Pour la voiture no 7, les déconvenues s'accumulent. Elle est contrainte d'effectuer une pénalité pour un incident en course avec une autre voiture. Par la suite, la voiture no 7 sort de la piste après le célèbre virage en tire bouchon du circuit. Les dégâts sont suffisants pour la forcer à effectuer des réparations. La Porsche no 6 occupe la 5e place à 1h40 de la fin de la course. Nick Tandy va progressivement rattraper son retard pour doubler les Acura et BMW qui le précèdent. Au terme de la course la Porsche no 6 est 2e. C'est un second podium de suite pour celle-ci.
6 Heures de Watkins Glen

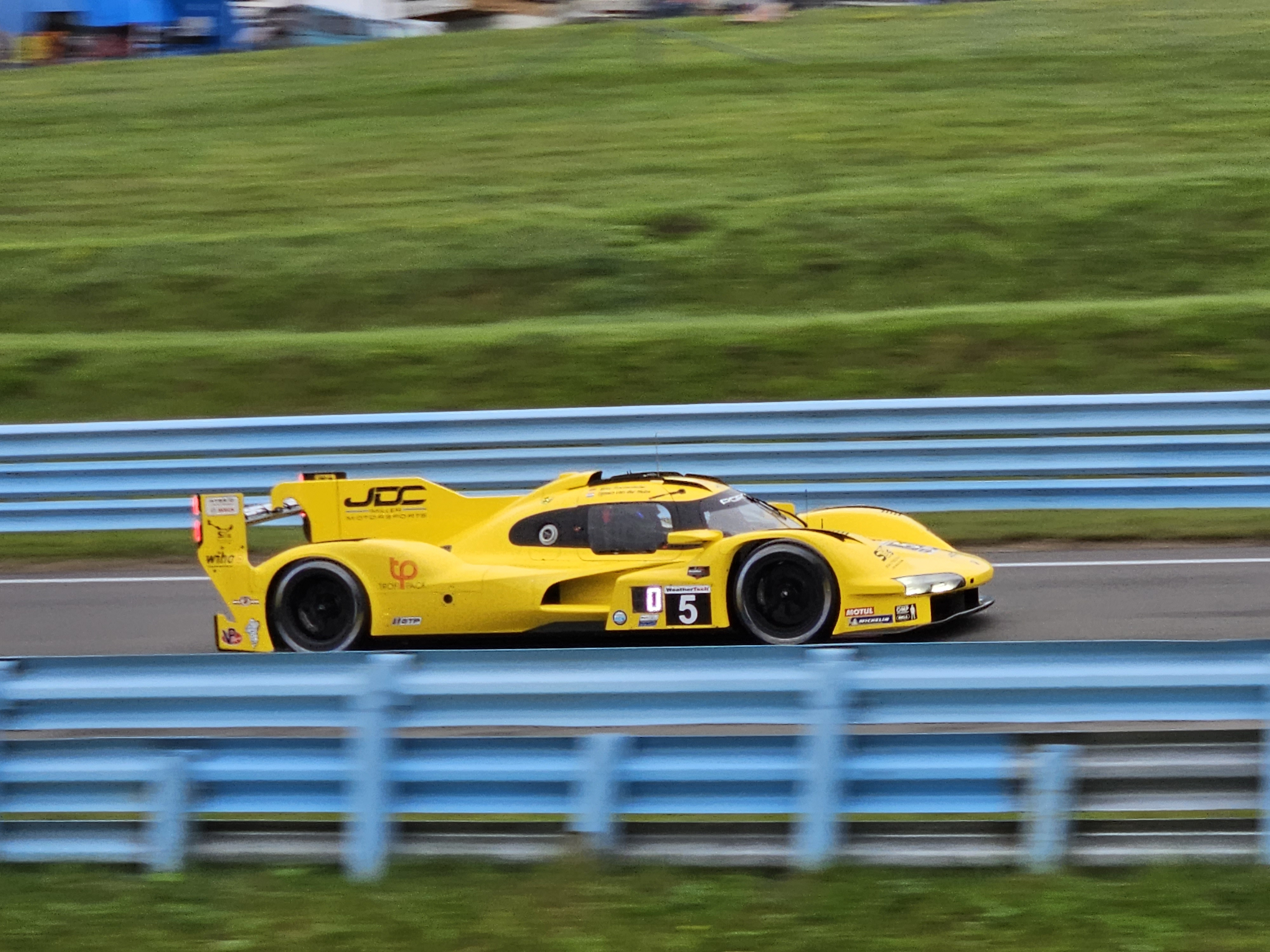
Porsche de l'écurie JDC-Miller Motorsports no 5.

Lors de la cinquième manche du championnat, sur le circuit de Watkins Glen International, la qualification pour la classe GTP est annulée. Les pluies très abondantes, qui ont conduit à plusieurs accidents lors de la qualification des classes LMP2 et LMP3, ne permettent pas de réaliser la séance de qualification en GTP de façon satisfaisante. De ce fait, la Porsche no 6 hérite de la pole position. En effet, en absence de séance de qualification, c'est le classement général qui est utilisé pour placer les voitures sur la grille. Au départ de la course, la Porsche no 6 prend rapidement l'avantage sur la Cadillac. Après une heure de course ce sont même les Porsche no 6 et 7 qui mènent la course. À mi-course, la Porsche no 6 est deuxième, à seulement 40 secondes de la voiture de tête. Une heure plus tard, la Porsche no 6 continue de réaliser une course brillante car elle se trouve 3e à la relance après un drapeau jaune, et lors de la dernière heure, la Porsche no 6 est 2e. Elle affiche néanmoins un meilleur rythme que la voiture de tête et rattrape donc, petit à petit la BMW no 25 pilotée par Connor De Phillippi. Alors même qu'il reste moins de 6 minutes de course, la Porsche no 6 qui a totalement rattrapé son retard sur la voiture de tête profite de l'hésitation de celle-ci dans le trafic pour effectuer un dépassement et prendre la tête de la course. Très peu de temps après le dépassement, un drapeau jaune est levé, et la course se terminera sans que la BMW no 25 ne puisse tenter de reprendre la tête. À la fin des 6 heures, c'est bien la Porsche no 6 qui franchit la ligne d'arrivée en première place. Néanmoins, après investigation, la victoire échappe à l'écurie, car les skid blocks installés sous la voiture étaient trop fins. La victoire est donc attribuée à la BMW no 25. La Porsche no 7 a aussi effectué une course solide, car elle a également mené la course à plusieurs reprises, jusqu'au moment où elle est contrainte d'abandonner car son système hybride cesse de fonctionner correctement. Enfin la Porsche no 5 effectue une course moins mouvementée, ce qui lui permet d'atteindre la 5e place, alors que, récemment arrivée dans la compétition, l'écurie n'avait aucun point au classement et la voiture a donc débuté la course dernière de sa catégorie.
Grand Prix automobile de Mosport
Le Grand Prix automobile de Mosport est la sixième course du championnat organisé par l'IMSA. Lors des qualifications, les Porsche peinent à atteindre le rythme des autres GTP. La Porsche no 7 se classe 5e, mais les Porsche no 5 et no 6 occupent les deux dernières places. La course se déroule mieux pour les Porsche même si la domination des Acura ARX-06 est sans partage sur le tracé du Canadian Tire Motorsport Park. La voiture no 6 parvient à se hisser de la 9e position jusqu'à la 5e en 30 minutes de course. La no 6 et la no 7 terminent la course à la 5e et 6e place. La Porsche no 5 de l'écurie JDC Miller-MotorSports occupe la 4e place de la course. Elle devance les deux autres Porsche par un choix d'arrêt au stand plus avantageux en fin de course.
Road America
La Porsche no 7 hérite de la première place sur la grille à la suite du déclassement de la Cadillac no 31. Dès le départ de la course, elle conserve son avantage et s'installe à la première place. À la reprise, à la suite de la voiture de sécurité causée par la BMW no 25, elle maintient un écart de 2 secondes d'avance avec la Cadillac no 1 de Sébastien Bourdais. Après 40 minutes de course, la Porsche no 7 accentue l'écart et mène de presque 7 secondes, alors que l'autre Porsche Penske, la no 6, s'arrête aux stands pour gérer un problème de pneumatique. Cet arrêt entraîne sa chute au classement, la plaçant seulement devant les voitures de la catégorie GTD. Au même moment, la Porsche no 5 du JDC Miller poursuit l'Acura no 10 pour la 5e place. En seconde partie de course, néanmoins, l'Acura no 60 ne cesse de rattraper la Porsche no 7. Alors qu'il ne reste que 10 minutes de course, l'écart entre ces deux voitures n'est plus que de 2,5 secondes. Felipe Nasr réussit quand même à garder la tête de la course et franchit la ligne d'arrivée en première position. La deuxième Porsche à franchir la ligne est celle de l'écurie JDC Miller Motorsports en 5e position. La Porsche no 7 finit 7e, alors que la Porsche Proton arrive 8e pour sa première course dans le championnat IMSA.
Indianapolis
Les qualifications sont l'occasion pour l'écurie Penske d'obtenir les deux premières place, la no 7 devant la no 6,. La performance des deux autres Porsche 963 est moins bonne puisque les voitures no 59 et no 5 sont les moins bien classées de leur catégorie, aux 9e et 10e place de la grille de départ,. Les deux Porsche Penske lancent leur course en prenant la tête. Par ailleurs, consécutivement à la perte de contrôle de la Cadillac no 01, la Porsche no 59 profite de la situation et se hisse à la 5e place juste avant la période de neutralisation, alors que la Porsche no 5 n'est qu'en 7e position. Après une heure de course environ, les deux Porsche no 6 et no 7 de l'écurie Penske demeurent en tête. La Porsche no 59 de l'écurie Proton occupe la 5e place, et la voiture no 5 de JDC Miller en 6e place. Lors de la seconde neutralisation de la course, la Cadillac no 31 ne procède qu'aux changements de deux pneus sur quatre. Elle s'intercale alors entre les deux Porsche 963. Néanmoins, Les deux 963 n'ont pas assez rapidement dépassé les voitures en GT lors du Wave Around, ce qui conduit la direction de course à demander à la Cadillac no 31 de prendre la tête. Les Porsche sont cependant en mesure de reprendre la tête lorsque la Cadillac se trouve gênée par le trafic. Elles rattrapent leur retard et dépassent la Cadillac dans la ligne droite après le virage no 13. La suite de la course est marquée par la lutte entre les deux Porsche Penske. C'est l'équipage de la no 6 qui est le plus rapide et qui gagne la course, devant l'équipage de la no 7,,,. Les deux autres Porsche 963 des écuries JDC Miller et Proton ne sont pas en mesure de concrétiser l'avance qu'elles avaient sur leur adversaires en début de course et terminent en bas du classement de la catégorie GTP. Elles finissent respectivement 8e pour la no 5 et 9e pour la no 59.
Motul Petit Le Mans
Lors de la séance qualificative, la Porsche 963 la mieux placée, la no 6, est 3e, alors que l'autre Porsche Penske, la no 7, obtient la 5e place. Les deux autres Porsche, celle de l'écurie JDC Miller, et celle de l'écurie Proton sont les moins bien classées de leur catégorie, avec les 9e et 10e places. Pendant la course, au cours de la 2e heure, la Porsche Penske no 6 de Nick Tandy est prise dans un accident impliquant plusieurs voitures. Cet accident est déclenché par l'Oreca 07 Gibson no 20 du High Class Racing de Dennis Andersen, qui se voit infliger une pénalité de deux minutes. La voiture revient ensuite à Laurens Vanthoor, mais il en perd le contrôle et se crashe dans les Esses à 3 heures et 25 minutes de la fin de la course, après d'importants travaux de réparation pour la remettre sur les rails. La Porsche Proton no 99 obtient son meilleur résultats de l'année en se hissant à la 3e place du podium, un résultat inattendu car la voiture faisait partie de celles qui n'ont pas été aux stands lors de la neutralisation de la course,. La Porsche Penske no 7 termine à la 4e place, malgré des vibrations en fin de course qui ont gêné les pilotes. La Porsche JDC-Miller no 5 est également restée en dehors des stands pendant la neutralisation. Elle termine à la 5e place sans incident notable.

### 2024

#### Championnat du monde d'endurance FIA 2024
1812 km du Qatar
Lors des qualifications, les Porsche 963 dominent la séance. Matt Campbell au volant de la no 5 signe la pole position, établissant un nouveau meilleur temps du circuit. La Porsche no 12 se qualifie en 3e place alors que la Porsche no 6 est 5e. De plus, les Porsche des écuries Jota (no 38) et Proton (no 99) occupent les 9e et 13e places sur la grille de départ,. Par ailleurs, Matt Campbell a établi le meilleur tour en course, démontrant ainsi les bonnes performances de la voiture sur ce tracé. Dès le départ de la course, la Porsche no 5 occupe la quatrième position, suivie de près par la no 6 en cinquième. La no 5 effectue son premier arrêt au stand peu après le 30e tour, tandis que la no 6 prend la tête en effectuant son arrêt deux tours plus tard. Les deux voitures reviennent sur la piste en deuxième et troisième positions, après avoir pris du carburant mais pas de pneus neufs. Au 45e tour, la no 6 est au coude à coude avec la Peugeot no 93, prenant finalement la tête de la course après dix tours, tandis que la no 5 reste en troisième position. La no 5 effectue un arrêt prématuré en raison de vibrations du train arrière. Un drapeau jaune est déployé à la suite de la perte d’un gros morceau de carrosserie de la Ferrari no 51, neutralisant la course pendant deux tours. Au 71e tour, la no 6 est de nouveau en tête et la no 5 effectue un arrêt programmé au 122e tour, repartant en neuvième position. La no 5 lutte avec la no 12 de Hertz Team Jota pour obtenir la 3e place. Pendant ce temps, la no 6 conserve la tête, maintenant la Peugeot entre 15 et 20 seconde derrière elle. La no 5 frôle l'abandon après un dérapage au 274e tour qui la fait passer dans le gravier du Virage 9, mais elle continue la course en 4e place. La no 6 toujours en tête subit des dommages au train avant gauche après un contact avec la Lexus no 87 au Virage 3, perdant une plaque d’identification, mais continue la course néanmoins. La course se conclut par trois derniers tours durant lesquels la no 93, alors à la 2e place rencontre un problème à l’avant-dernier tour et ralentit, permettant à la fois à la Porsche no 12 Jota et à la no 5 de la dépasser et de prendre les deux autres places sur le podium, ce qui signifie que Porsche réalise un triplé pour la première course de la saison,,,,.

#### 24 Heures de Daytona
Lors de la séance de qualification, l'écurie d'usine, Penske, place la voiture no 7, au mains de Felipe Nasr, à la 3e place. La voiture no 6 pilotée par Nick Tandy ne parvient à se hisser qu'à la 7e place. Les deux écuries clientes, Proton et JDC-Miller présentent les deux voitures les moins bien classées de la séance. La voiture no 85 réalise le dernier temps des voitures de la catégorie GTP, et la voiture no 5 ne réalise pas de temps, les dégâts qu'elle a connu lors de la séance d'entrainement n'étant pas réparés à temps.

## Palmarès

### Résultats complets du Championnat du monde d'endurance de la FIA
Les courses en gras indiquent que la pole position a été réalisée. Les courses en italique indiquent que l'écurie a réalisé le meilleur tour en course.
| Année | Entrant                   | Classe   | Pilotes                                               | No. | Courses. | Courses | Courses  | Courses  | Courses  | Courses  | Courses | Courses  | Courses | Pts. | Pos. |
| Année | Entrant                   | Classe   | Pilotes                                               | No. | Courses. | 1       | 2        | 3        | 4        | 5        | 6       | 7        | 8       | Pts. | Pos. |
| ----- | ------------------------- | -------- | ----------------------------------------------------- | --- | -------- | ------- | -------- | -------- | -------- | -------- | ------- | -------- | ------- | ---- | ---- |
| 2023  | Porsche Penske Motorsport | Hypercar | Dane Cameron Michael Christensen Frédéric Makowiecki  | 5   | 1-7      | SEB 5   | POR 10   | SPA 4    | LMN 16   | MZA 4    | FUJ 12  | BHR 7    | -       | 99   | 3e'  |
| 2023  | Porsche Penske Motorsport | Hypercar | Kévin Estre André Lotterer Laurens Vanthoor           | 6   | 1-7      | SEB 6   | POR 3    | SPA Abd. | LMN 22   | MZA 7    | FUJ 3   | BHR 5    | -       | 99   | 3e'  |
| 2023  | Porsche Penske Motorsport | Hypercar | Mathieu Jaminet Felipe Nasr Nick Tandy                | 75  | 4        | SEB     | POR      | SPA      | LMN Abd. | MZA      | FUJ     | BHR      | -       | 99   | 3e'  |
| 2023  | Hertz Team Jota           | Hypercar | António Félix da Costa Will Stevens Ye Yifei          | 38  | 3-7      | SEB     | POR      | SPA 6    | LMN 40   | MZA 9    | FUJ 6   | BHR 4    | -       | 99   | 3e'  |
| 2023  | Proton Competition        | Hypercar | Gianmaria Bruni Harry Tincknell Neel Jani             | 99  | 5-7      | SEB     | POR      | SPA      | LMN      | MZA Abd. | FUJ 9   | BHR 10   | -       | 99   | 3e'  |
| 2024  | Porsche Penske Motorsport | Hypercar | Matt Cambpell Michael Christensen Frédéric Makowiecki | 5   | 1-8      | QAT 3   | IMO 3    | SPA Abd. | LMN 6    | INT 3    | COT 7   | FUJ Abd. | BAH 2   | 188  | 2e'  |
| 2024  | Porsche Penske Motorsport | Hypercar | Kévin Estre André Lotterer Laurens Vanthoor           | 6   | 1-8      | QAT 1   | IMO 2    | SPA 2    | LMN 4    | INT 2    | COT 6   | FUJ 1    | BAH 10  | 188  | 2e'  |
| 2024  | Porsche Penske Motorsport | Hypercar | Mathieu Jaminet Felipe Nasr Nick Tandy                | 4   | 4        | QAT -   | IMO -    | SPA -    | LMN Abd. | INT -    | COT -   | FUJ -    | BAH -   | 188  | 2e'  |
| 2024  | Hertz Team Jota           | Hypercar | Callum Ilott Norman Nato Will Stevens                 | 12  | 1-8      | QAT 2   | IMO 14   | SPA 1    | LMN 8    | INT 18   | COT 16  | FUJ 5    | BAH 13  | 188  | 2e'  |
| 2024  | Hertz Team Jota           | Hypercar | Jenson Button Phil Hanson Oliver Rasmussen            | 38  | 1-8      | QAT 16  | IMO 11   | SPA abd. | LMN 9    | INT 7    | COT 10  | FUJ 6    | BAH 7   | 188  | 2e'  |
| 2024  | Proton Competition        | Hypercar | Julien Andlauer Neel Jani Harry Tincknell             | 99  | 1-8      | QAT 9   | IMO Abd. | SPA 5    | LMN 16   | INT 15   | COT 11  | FUJ 11   | BAH 12  | 188  | 2e'  |

### Résultats complets du Championnat IMSA SportsCar Championship
Les courses en gras indiquent que la pole position a été réalisée. Les courses en italique indiquent que l'écurie a réalisé le meilleur tour en course.
| Année | Entrant                   | Classe | Pilotes                                                                                                  | No. | Courses.                 | Courses | Courses | Courses | Courses | Courses | Courses | Courses | Courses | Courses  | Pts. | Pos. |
| Année | Entrant                   | Classe | Pilotes                                                                                                  | No. | Courses.                 | 1       | 2       | 3       | 4       | 5       | 6       | 7       | 8       | 9        | Pts. | Pos. |
| ----- | ------------------------- | ------ | --- | --- | ------------------------ | ------- | ------- | ------- | ------- | ------- | ------- | ------- | ------- | -------- | ---- | ---- |
| 2023  | Porsche Penske Motorsport | GTP    | Mathieu Jaminet Nick Tandy Dane Cameron Laurens Vanthoor                                                 | 6   | Toutes 1-2 9             | DAY 8   | SEB 3   | LBH 1   | LAG 2   | WGL 9   | MOS 5   | ELK 7   | IMS 1   | PET 10   | 2691 | 4e   |
| 2023  | Porsche Penske Motorsport | GTP    | Matt Campbell Felipe Nasr Michael Christensen Josef Newgarden                                            | 7   | Toutes 1-2 9             | DAY 7   | SEB 5   | LBH 3   | LAG 9   | WGL 7   | MOS 6   | ELK 1   | IMS 2   | PET 4    | 2691 | 5e   |
| 2023  | JDC-Miller Motorsports    | GTP    | Mike Rockenfeller Tijmen van der Helm Jenson Button                                                      | 5   | 4-9 9                    | DAY     | SEB     | LBH     | LAG 7   | WGL 4   | MOS 4   | ELK 5   | IMS 8   | PET 5    | 1660 | 9e   |
| 2023  | Proton Competition        | GTP    | Gianmaria Bruni Harry Tincknell Neel Jani                                                                | 59  | 7-9 9                    | DAY     | SEB     | LBH     | LAG     | WGL     | MOS     | ELK 8   | IMS 9   | PET 3    | 814  | 15e  |
| 2024  | Porsche Penske Motorsport | GTP    | Mathieu Jaminet Nick Tandy Kévin Estre Laurens Vanthoor Frédéric Makowiecki                              | 6   | Toutes 1-9 1 2           | DAY 4   | SEB 9   | LBH 4   | LAG 1   | DET 2   | WGL 3   | ELK 1   | IMS 53  | PET 2    | 2869 | 2e   |
| 2024  | Porsche Penske Motorsport | GTP    | Dane Cameron Felipe Nasr Matt Campbell Josef Newgarden                                                   | 7   | Toutes 1-2 2             | DAY 1   | SEB 3   | LBH 3   | LAG 3   | DET 4   | WGL 1   | ELK 2   | IMS 15  | PET 3    | 2982 | 1re  |
| 2024  | JDC-Miller Motorsports    | GTP    | Tijmen van der Helm Richard Westbrook Phil Hanson Ben Keating                                            | 85  | Toutes 1-2,6,8-9 1       | DAY 6   | SEB 11  | LBH 7   | LAG 8   | DET 8   | WGL 9   | ELK 6   | IMS 3   | PET Abd. | 2331 | 10e  |
| 2024  | Proton Competition        | GTP    | Gianmaria Bruni Alessio Picariello Romain Dumas Neel Jani Julien Andlauer Mike Rockenfeller Bent Viscaal | 5   | Toutes 1-2,8-9 1 2 3 4-9 | DAY 5   | SEB 8   | LBH 5   | LAG 10  | DET 9   | WGL 7   | ELK 5   | IMS 5   | PET 6    | 2372 | 9e   |

* Saison en cours.

## Pilotes
- Julien Andlauer
- Gianmaria Bruni
- Jenson Button
- Dane Cameron
- Matt Campbell
- Michael Christensen
- António Félix da Costa
- Romain Dumas
- Kévin Estre
- Phil Hanson
- Callum Ilott
- Neel Jani
- Mathieu Jaminet
- Ben Keating
- André Lotterer
- Nico Müller
- Felipe Nasr
- Norman Nato
- Josef Newgarden
- Alessio Picariello
- Nicolas Pino
- Oliver Rasmussen
- Mike Rockenfeller
- Will Stevens
- Nick Tandy
- Harry Tincknell
- Tijmen van der Helm
- Laurens Vanthoor
- Nicolás Varrone (en)
- Bent Viscaal
- Pascal Wehrlein
- Richard Westbrook
- Ye Yifei